# Neuromorpher Schaltkreis
Ein neuromorpher Schaltkreis ist eine elektronische Schaltung, welche dazu dient, im Rahmen des Neuromorphings ein Modell eines Neurons als Hardware abzubilden. Diese Modelle lassen sich zu künstlichen neuronalen Netzwerken verbinden. Neuromorphe Schaltkreise sind ein Spezialfall der neuronalen Schaltkreise.
Ein in CMOS-Technik gefertigtes Neuronenmodell wird hierbei als „Siliziumneuron“ (englisch: Silicon Neuron, SiN) bezeichnet. Ein Spezialfall ist hierbei der Neuristor, welches ein einfaches Neuronenmodell inklusive Synapsen in einem einzigen Bauteil implementiert.

## Module
Neuromorphe Schaltungen werden aus Modulen zu komplexeren Schaltungen kombiniert. Diese Module bilden folgende Eigenschaften nach:
Leitungsdynamik, darunter fallen integrierendes Verhalten sowie Gatingvariablen. Die Generierung von Aktionspotentialen (auch Nervenimpuls oder Spike genannt), Refraktärzeit-Mechanismen, die Anpassung der Spikefrequenz (auch Feuerfrequenz) sowie die Spike-Schwellwert-Anpassung.

### Leitungsdynamik

#### Integratoren

Tau-Zelle
Tiefpassfilter erster Ordnung; Betrieb unter der Schwellspannung
Differenz-Integrator

Integratoren werden eingesetzt, um die integrierende Leitungsdynamik eines Neurons nachzubilden. Diese Schaltungen bilden eine Differenzialgleichung erster Ordnung ab. Diese wird der Form
{\displaystyle G_{\mathrm {syn} }'=\tau _{RC}\,{\frac {\mathrm {d} G_{\mathrm {syn} }}{\mathrm {d} t}}=\tau _{RC}\,{\dot {G}}_{\mathrm {syn} }=G_{\mathrm {in} }-G_{\mathrm {syn} }}
dargestellt, um sie mit einem Integrator lösen zu können. Hierbei ist
| {\displaystyle G_{\mathrm {in} }}  | … eine Eingangsgröße       |
| {\displaystyle G_{\mathrm {syn} }} | … eine Ausgangsgröße       |
| {\displaystyle t}                  | … die Zeit                 |
| {\displaystyle \tau _{RC}}         | … die Membranzeitkonstante |
| {\displaystyle \tau _{Ref}}        | … die Refraktärzeit        |

wobei eine Größe in der elektronischen Schaltung durch eine Spannung oder einen Strom repräsentiert wird. Die Teilschaltungen bilden Logarithmusfunktionen sowie Addition und Subtraktion der Größen ab.
Im Regelfall kommen hierbei stromgetriebene Schaltungen zum Einsatz, welche unter der Transistor-Schwellspannung betrieben werden.

#### Gatingvariablen
Die Gatingvariablen beschreiben den Ladungstransport in einem elektrischen Feld eines Ionenkanals. Dies entspricht direkt der Leitungscharakteristik von Transistoren, weshalb eine Gating-Variable durch einen einfachen Transistor abgebildet wird.
Alternativ können auch Memristoren eingesetzt werden. Diese sind aufwendiger in der Herstellung, aber auch deutlich kompakter als ein vollständiger Transistor. In derzeitigen analog-neuromorphen CMOS-Schaltungen werden Memristoren nicht eingesetzt.

#### Phänomenologische Modellierung
Eine Möglichkeit, die Leitungsdynamik abzubilden, besteht in der Erstellung einer Schaltung, die das FitzHugh-Nagumo-Modell abbildet. Hierbei handelt es sich um spannungsgetriebene Filter wie etwa Switched-Capacitor-Filter, welche über der Transistor-Schwellspannung betrieben werden.

## Module in Siliziumneuronen
Teilschaltungen für Siliziumneuronen bezeichnet man nach der Funktion im biologischen Vorbild.
Synapsen
- Lineare oder nichtlineare Integration der Eingangs-Spikes.
- Abbildung zeitabhängiger Eigenschaften wie Kurzzeit- oder Langzeit-Plastizität
- Umwandlung von Spannungs-Spikes in
  - erregende (verstärkende) Ströme (englisch: excitatory post-synaptic current, EPSC), oder
  - hemmende (abschwächende) Ströme (englisch: inhibitory post-synaptic current, IPSC)

Soma (Zellkörper)
- Lineare oder nichtlineare zeitliche Integration
- Spike-Generator
- Refraktärzeit
- Spike-Frequenz- oder Schwellwert-Anpassung

Dendriten und Axone
werden durch die Leitungstheorie beschrieben und bei Bedarf durch Leiterersatzschaltungen abgebildet.

## Paradigmen
Bei neuromorphen Schaltkreisen unterscheidet man zwischen verschiedenen Schaltungsdesign-Paradigmen:
| Wertdarstellung      | analog                                                  | digital                                              |
| Ausgangssignal       | einfacher Schwellwert (künstliches neuronales Netzwerk) | Spikes (Gepulste neuronale Netze)                    |
| Inversion            | schwache Inversion (MOSFET im Sub-Threshold-Betrieb)    | starke Inversion (MOSFET im Above-Threshold-Betrieb) |
| Treiber              | Spannungsgetrieben                                      | Stromgetrieben                                       |
| Taktsignal           | Ungetaktet                                              | Getaktet                                             |
| Realismus/Detailgrad | Biophysikalisches Modell                                | Phänomenologisches Modell                            |
| Geschwindigkeit      | Echtzeit                                                | Beschleunigt (schneller als Echtzeit)                |

## Verwendung
Konkrete Realisierungen neuromorpher Schaltkreise bilden etwa Hopfield-Netze zur Mustererkennung oder mehrlagige Perzeptrons (MLP) zur Musterklassifikation ab. Moderne neuromorphe Schaltungen unterstützen dabei bestärkendes Lernen mit Hilfe der Hebbschen Lernregel. Zudem beherrschen einige Schaltungen auch sogenanntes Temporal-Difference-Learning durch eine feuerfrequenzabhängige Anpassung (Spike-Rate-Dependent-Plasticity, kurz SRDP) oder eine pulsdauerabhängige Anpassung (Spike-Timing-Dependent-Plasticity, kurz STDP).